# Джак, убиецът на великани
„Джак, убиецът на великани“ (на английски: Jack the Giant Slayer) е американско фентъзи от 2013 година, режисиран и ко-продуциран от Брайън Сингър, по сценарий на Дарън Лемке, Кристофър Маккуори и Дан Стъдни, по идея на Лемке и Дейвид Добкин. Филмът е базиран на британските приказки „Джак, убиецът на великани“ и „Джак и бобеното стебло“. Във филма участват Никълъс Холт, Елинор Томлинсън, Стенли Тучи, Иън Макшейн, Бил Наи и Юън Макгрегър. Филмът разказва историята на Джак, млад фермер, който трябва да спаси принцеса от раса гиганти, след като по невнимание отвори врата към своята земя в небето.
Разработката на „Джак, убиецът на великани“ започва през 2005 г., когато Лемке за първи път представя идеята. Ди Джей Карузо е нает да режисира филма през януари 2009 г., но през септември същата година Карузо е заменен от Сингър, който наема Маккоури и Стъдни да преработят сценария. Главните герои бяха представени между февруари и март 2011 г., а основната фотография започна през април 2011 г. в Англия с местата в Съмърсет, Глостършър и Норфолк. Издаването на филма е преместено в постпродукцията, за да се осигури повече време за специални ефекти и маркетинг.

## „Джак, убиецът на великани“ В България
В България филмът излиза по кината на 22 март 2013 г. от „Александра Филмс“.
На 22 юли е издаден на DVD от PRO Video SRL чрез „Филм Трейд“.
На 15 август 2017 г. е излъчен за първи път по bTV Cinema с български дублаж за телевизията, направен в студио VMS. Екипът се състои от:
| Озвучаващи артисти  | Ася Рачева Петър Бонев Иван Велчев Светломир Радев Момчил Степанов |
| Преводач            | Константин Николов                                                 |
| Тонрежисьор         | Георги Калудов                                                     |
| Режисьор на дублажа | Радослав Рачев                                                     |